# Cetatea Frankenstein (Bergstraße)
Cetatea Frankenstein se afllă la câțiva kilometri de Darmstadt la 370 m înălțime, fiind în partea de nord a unui șir de cetăți ce au aparținut unor cavaleri medievali din Odenwald, Hessa, Germania. A fost rezidența ducilor de Hessa. A fost menționată prima oară în anul 1252. Cetatea este renumită prin romanul scriitoarei „Mary Shelley”. Astăzi este o ruină.

## Galerie de imagini

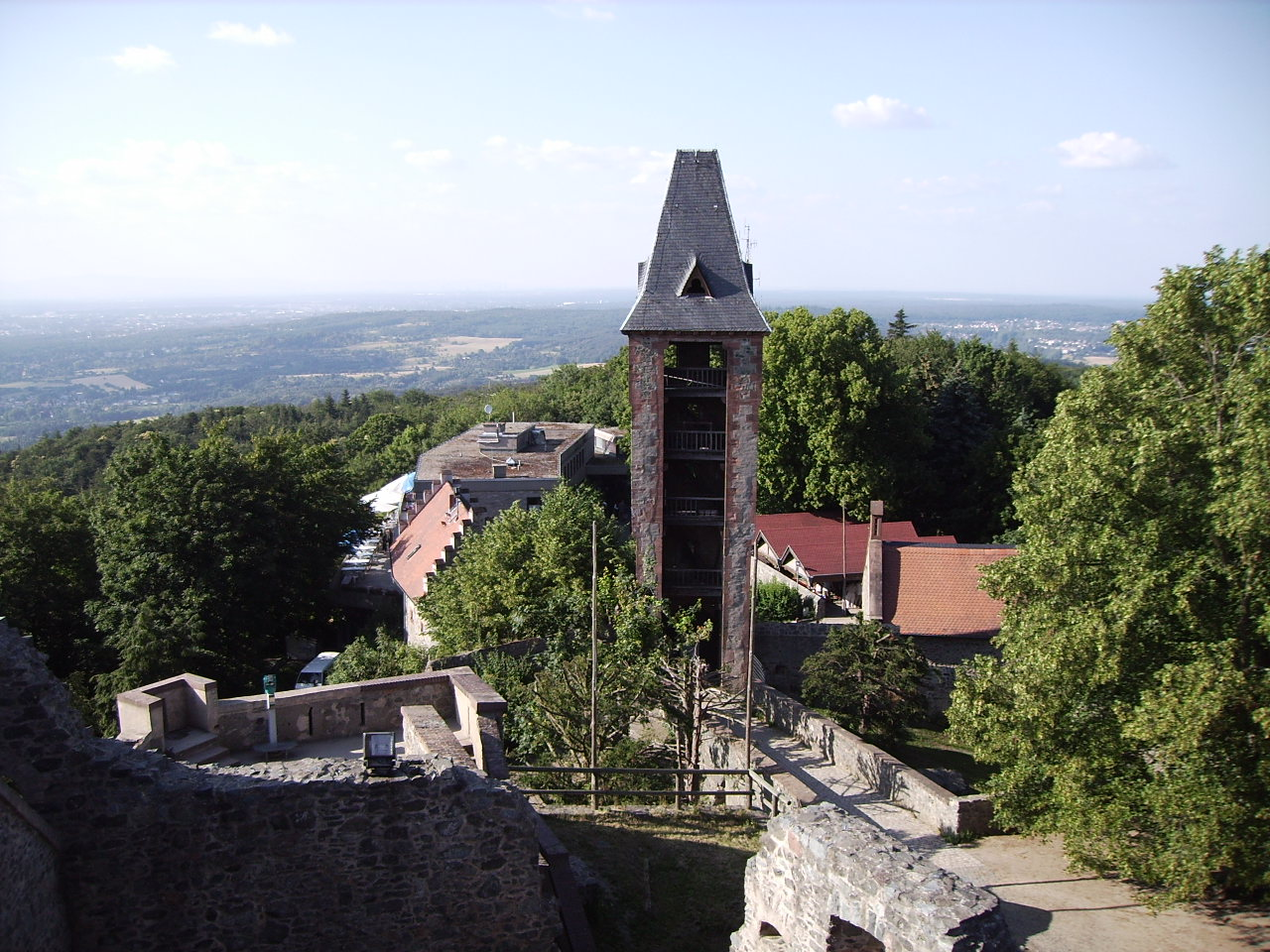
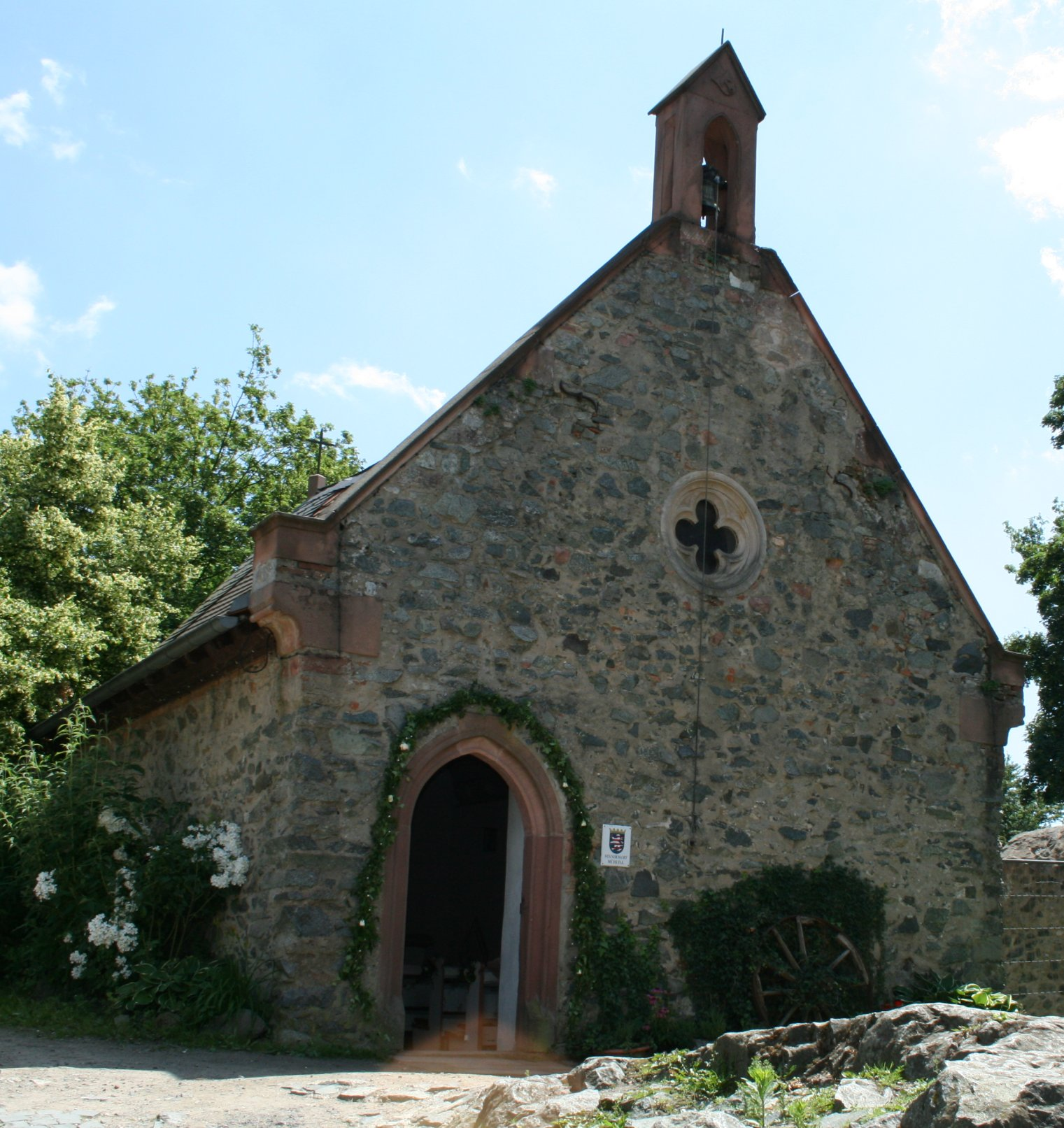
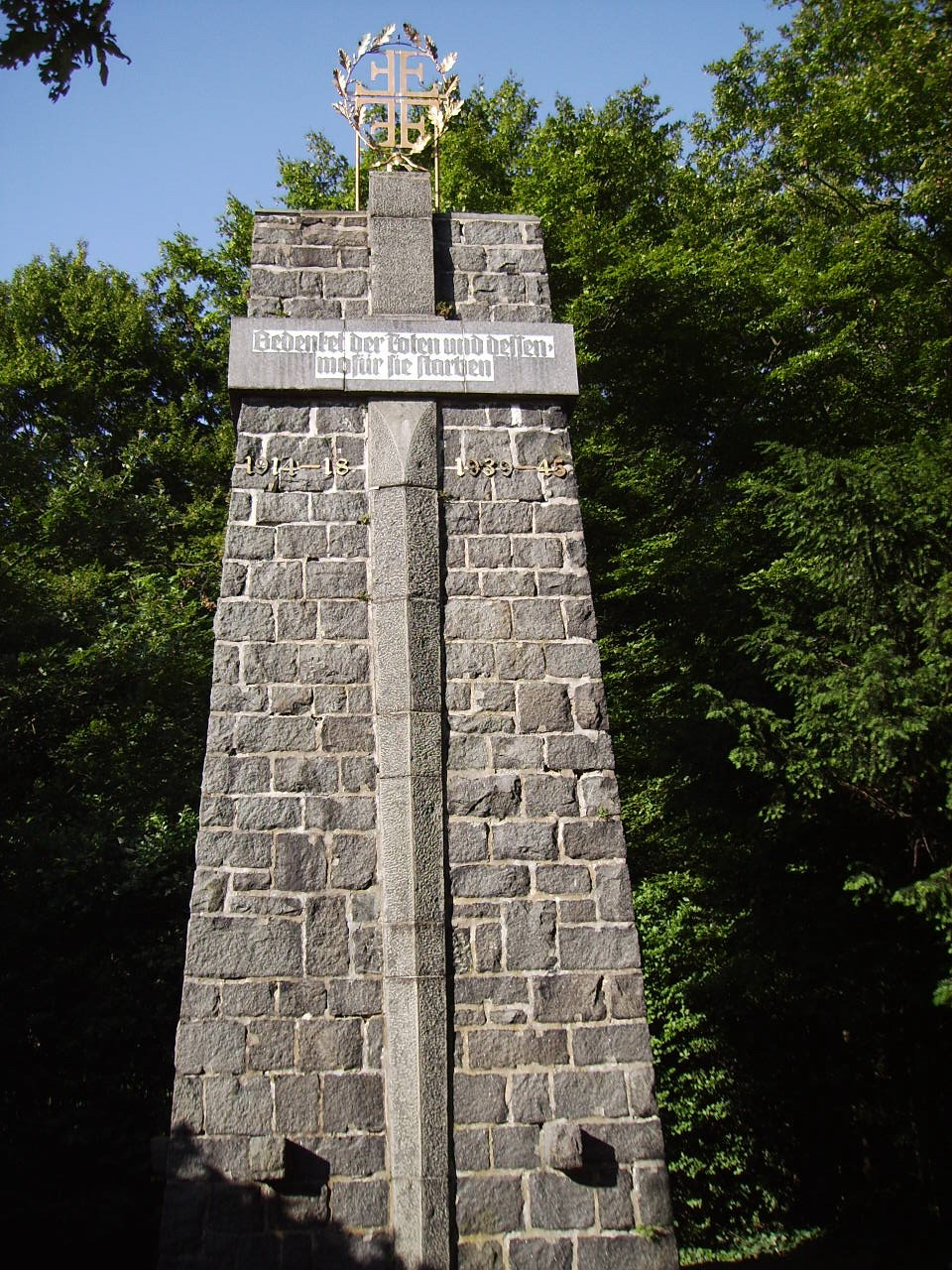
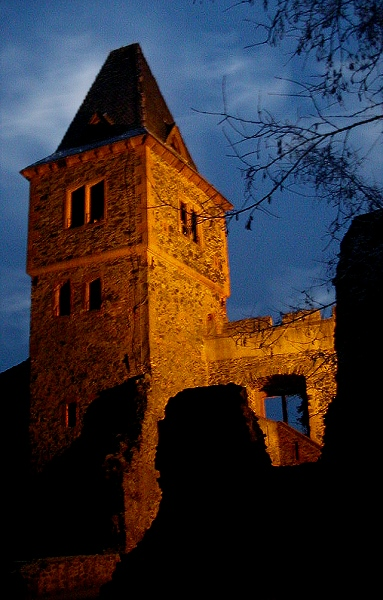